# Rodney
Rodney es una película argentina dirigida por Diego Rafecas y protagonizada por Cristina Banegas, Valentina Bassi y Sebastián Cantoni. Fue estrenada el 5 de marzo de 2009.

## Sinopsis
Camilo es un niño de 10 años que posee una conciencia demasiado despierta, serena y trascendente para su edad. Vive en el medio de una divertida y peligrosa familia profundamente dañada por la tremenda imposibilidad de progresar. A través de su mirada, vemos cómo cada uno, consciente o inconscientemente, construye ineludiblemente un destino propio.

## Reparto
- Cristina Banegas como La madre
- Valentina Bassi como Laura
- Sebastián Cantoni como Mono
- Sofía Gala Castiglione como Lucía
- Daniel Fanego como Damián
- Tomás Fonzi como Martín
- Willy Lemos como Billy
- Diego Rafecas como Dogo
- Ian Rafecas como Camilo
- María Ucedo como Ama